# Уральское хозяйство
«Уральское хозяйство» — двухнедельный кооперативный журнал, являлся органом екатеринбургского союза «Кредитных и ссудо-сберегательных товариществ» начала XX века.
Журнал выходил в Российской империи в городе Екатеринбург в 1914 году на русском языке.
Журнал «Уральское хозяйство» ставил своей целью «объединить культурную работу многочисленных кооперативных организаций Урала и дать населению практически полезные сведения по вопросам кооперации в сельском хозяйстве и кустарной промышленности». Особенное внимание журнал уделял развитию мелкого кредита в деревне, «как первоисточнику всяких кооперативных и хозяйственных начинаний».
Освящались темы: кооперация всех видов в России и за границей; сельское хозяйство и земледелие; рыболовство, птицеводство, пчеловодство, домоводство; торгово-промышленные сведения; правительственные распоряжения и мероприятия; вопросы земского дела, фабричной и горнозаводской жизни, крестьянского землеустройства, народной трезвости.
Подписная цена составляла 3 рубля в год. На полгода — 1 руб. 50 коп. Отдельный номер — 15 коп.
Подписка принималась в бюро союза «Кредитных и ссудо-сберегательных товариществ» по адресу г. Екатеринбург, ул. Уктусская д. 52.